# Hilbre Islands
Die seit 2012 partiell unbewohnten Hilbre Islands sind ein Archipel aus drei Gezeiteninseln im Ästuar des Dee, der hier die Grenze zwischen England und Wales bildet. Die Inseln sind administrativ Teil des Metropolitan Borough of Wirral und damit Englands. 
Die Inseln sind Naturschutzgebiet und eine „Site of Special Scientific Interest“ (deutsch „Stätte von besonderem wissenschaftlichen Interesse“). Touristen kommen von West Kirby aus zu Fuß durchs Watt während Ebbe auf die Inseln. Der Name stammt vermutlich von einer Kapelle auf der Insel, die St Hildeburgh gewidmet ist.
Hilbre Island, die größte Insel der Gruppe, ist etwa 4,7 ha groß und liegt etwa 1,6 km von Red Rocks, dem nächstgelegenen Teil des Festlandes auf der Halbinsel Wirral entfernt. Die anderen beiden Inseln sind Middle Eye die etwa 1,2 ha groß ist und Little Eye, die wesentlich kleiner ist. Alle drei Inseln bestehen aus rotem Buntsandstein. Die Hauptinsel und Middle Eye sind weniger als hundert Meter voneinander entfernt. Hilbre Island ist eine von 43 Gezeiteninseln, die vom Festland Großbritanniens aus bei Ebbe zu Fuß erreicht werden können. Little Eye und Middle Eye sind unbewohnt. Auf Hilbre Island stehen ein paar Privathäuser. Die Inseln sind vermutlich seit der Steinzeit bewohnt. Funde aus der Stein- und Bronzezeit sowie römische Keramik wurden 1926 entdeckt.
Die Hilbre Island könnte bereits vor der normannischen Invasion eine Einsiedelei oder ein Wallfahrtsort gewesen sein. Um 1080 wurde eine Zelle und Kirche der Benediktiner auf Hilbre Island gegründet. Obwohl nicht benannt, wird angenommen, dass alle drei Inseln im Domesday Book erwähnt wurden, in dem Chircheb (West Kirby) mit zwei Kirchen erwähnt wird. Eine in der Stadt und eine auf einer Insel im Meer.

Die kleinen Inseln
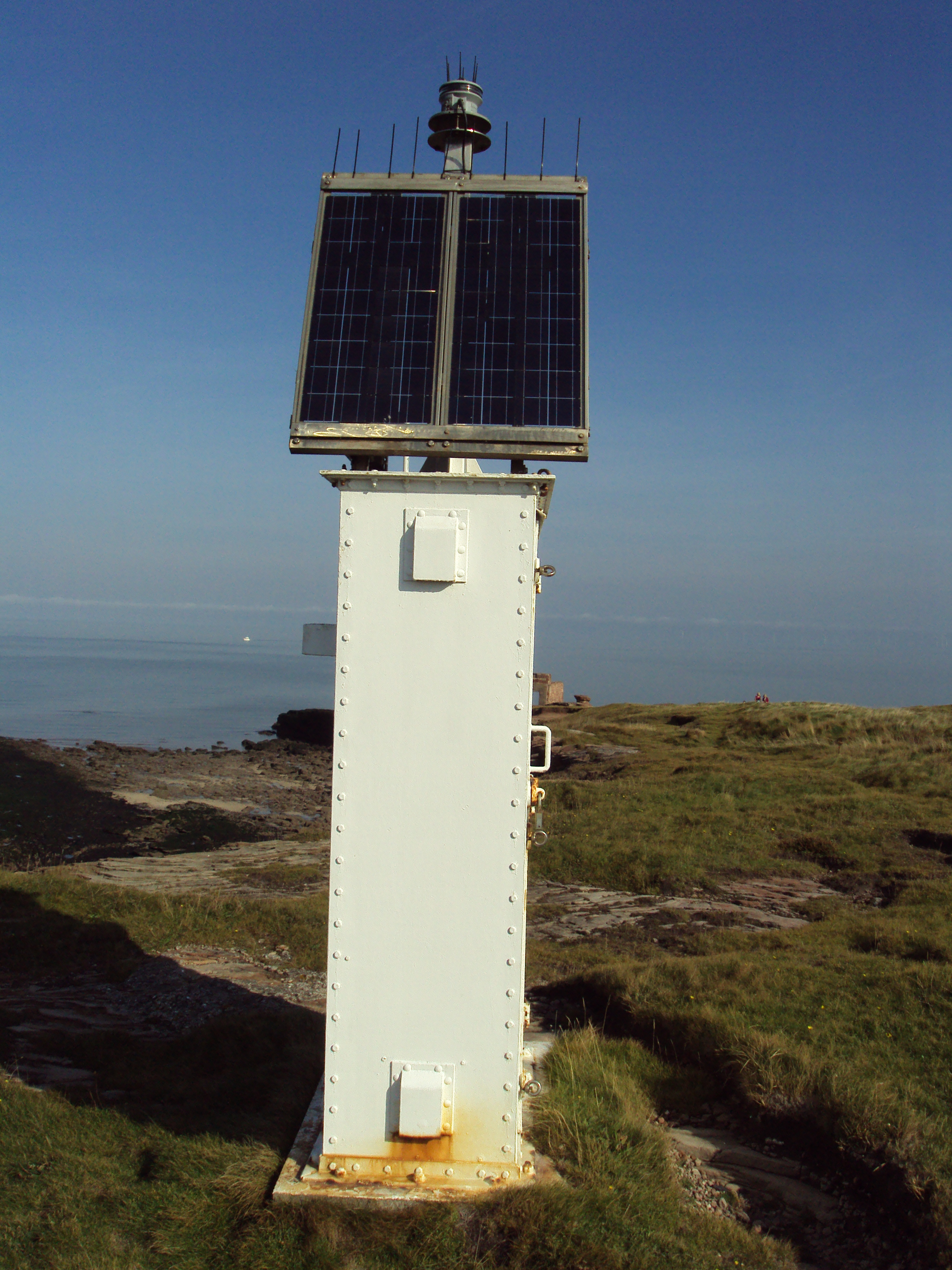
Leuchtturm von 1995
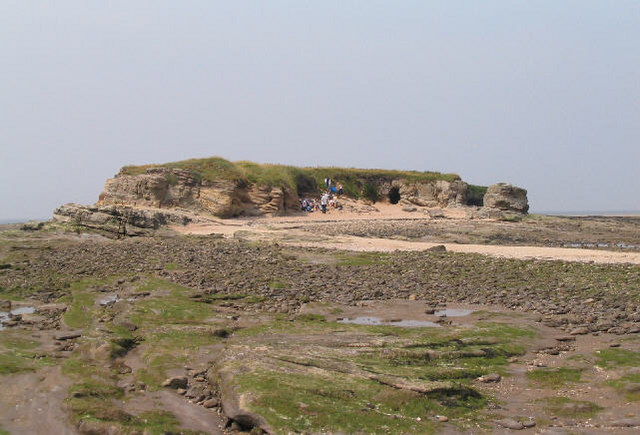
Middle Eye
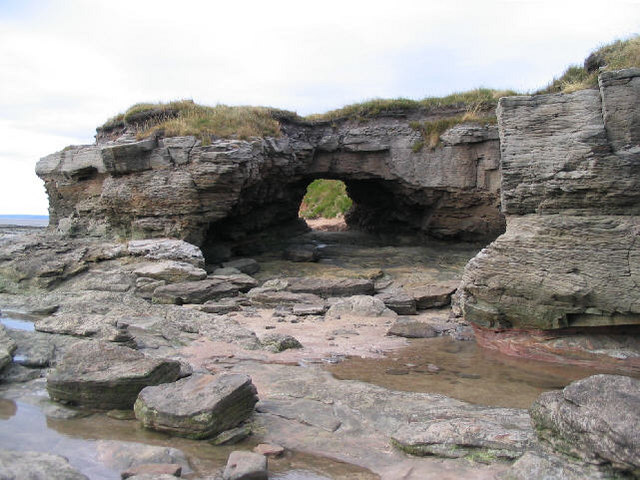
Middle Eye
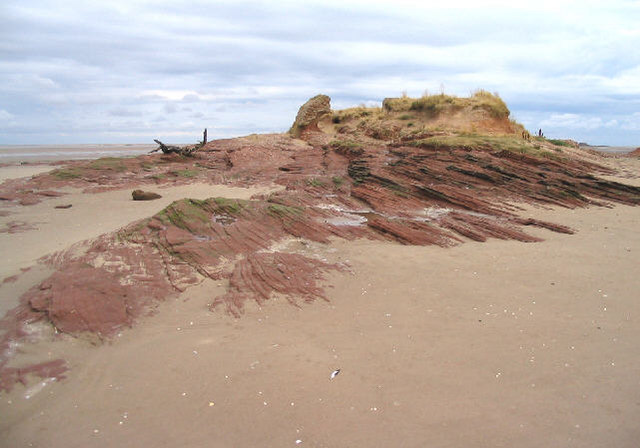
Little Eye

Das Gebiet war Teil des Landes des Normannen Robert of Rhuddlan († 1093). Er gab die Inseln der Abtei von Saint-Evroul-sur-Ouche in der Normandie, die wiederum die Verantwortung an die Abtei St Werburgh in Chester übergab. Die Inseln wurden im 13. und 14. Jahrhundert ein beliebter Wallfahrtsort. Bei der Auflösung der Klöster durften zwei Mönche auf der Insel bleiben, da sie ein Leuchtfeuer für die Schifffahrt in der Flussmündung unterhielten. Der letzte Mönch verließ die Insel um 1550, als ein Zollhaus eingerichtet wurde, um Steuern auf die gehandelten Güter zu erheben. John Leland beschreibt Hilbre Island in seinen Reiserouten (etwa 1538–43).
1692 wurde eine Fabrik gegründet, um Steinsalz zu veredeln. Es gab auch eine Gaststätte, die eröffnet wurde, als der Schriftsteller Richard Ayton 1813 die Insel besuchte. Mit der Verlandung des Flusses Dee wechselte der Handel zu den Häfen am Mersey und der Handel verschwand von der Insel. Der Leuchtturm von Hilbre Island wurde im Jahr 1927 gebaut.